# De Spaanse hinderlaag
De Spaanse hinderlaag (Frans: Le piège Espagnol) is het 7e verhaal uit de Belgische stripreeks Roodbaard van Jean-Michel Charlier en Victor Hubinon. Het werd in 1968 als album uitgebracht. Dit is het tweede album waarin Roodbaard zelf niet meespeelt, maar enkel vernoemd wordt.

## Het verhaal
Nadat het Spaanse Rijk twee zilverschepen is kwijtgeraakt aan Roodbaard wordt aan het hof van de onderkoning te Cartagena een hinderlaag voorbereid om eens en voor altijd met de piratenkapitein af te rekenen. Intussen heeft zijn aangenomen zoon Erik, kapitein van de Marie Galante, tijdens een zware storm bij de Antillen enkele opvarenden van een Spaans Galjoen in nood gered. Onder hen bevindt zich de mooie gravin Dolores Guzman de Peralda y Almontès (Doña Ines), de verloofde van Don Enrique, de zoon van de Spaanse onderkoning.
Wanneer Erik de mooie Spaanse in Cartagena aflevert, wordt hij herkend door Don Enrique. Het blijkt dezelfde Enrique te zijn die jaren geleden door Roodbaard werd ontvoerd (zie: Het gebroken kompas). Erik wordt gevangengezet maar weet uiteindelijk met hulp van Doña Ines te ontsnappen.